# Boromir
Boromir je izmišljeni lik iz knjige Gospodar prstenova. Pojavljuje se u prve dvije knjige Gospodara prstenova (Prstenovoj družini i Dvije kule), i spomenut je u posljednjoj knjizi, Povratku kralja.
Boromir se prikazuje kao hrabar i plemenit lik koji strastveno vjeruje u moć kraljevstva, koje može braniti svoj narod do kraja. Boromirova velika izdržljivost i fizička snaga, zajedno sa snagom i zapovjedničkom osobnošću, učinilo ga je široko poznatim zapovjednikom u gondorskoj vojsci: bio je kapetan Bijele Kule, i uskoro je postao Kapetan-General, isto noseći naslov Velikog Upravitelja Bijele Kule. Bio je i nasljednik položaja Namjesnika. Boromir je poveo mnogo uspješnih prepada protiv Sauronovih snaga, prije puta u Rivendell, koje su mu donijele veliko poštovanje u očima njegova oca Denethora.

## Životopis
Boromir je sin Denethora II. i žene mu Findulias iz Dol Amrotha. Rođen je 2978. godine Trećeg doba. Imao je brata Faramira te iako je otac više volio Boromira, njih dvojica su uvijek bili u prisnim odnosima. Kako mu je otac bio kralj Gondora on je postao njegov kapetan. Bio je veliki domoljub, ponosan, karizmatičan i snažan. Pobijedio je Saurona u mnogo bitaka. Išao je u Rivendell kako bi pokušao dobiti Jedinstveni Prsten kojega je htio upotrijebiti za obranu Gondora, no kad ga nije dobio postao je član Prstenove družine. Boromir je kod Parth Galena želio uzeti prsten za sebe no Frodo je uspio pobjeći. Da bi se iskupio hrabro je napadao orke kako bi obranio Merryja i Pippina te poginuo.